# Chubby Jackson

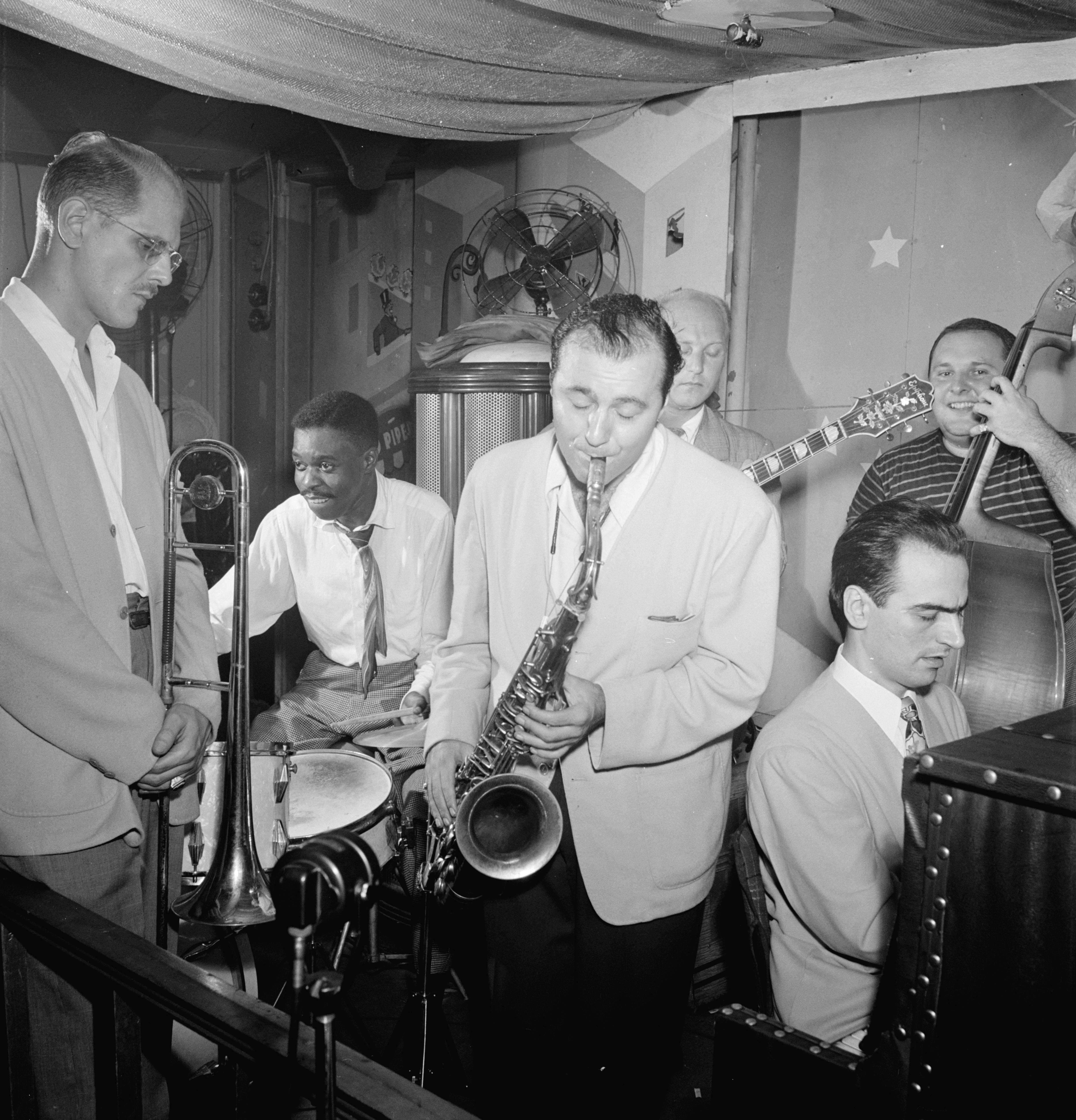
Bill Harris, Denzil Best, Flip Phillips, Billy Bauer, Lennie Tristano, Chubby Jackson, ca. September 1947.
Fotografie von William P. Gottlieb.

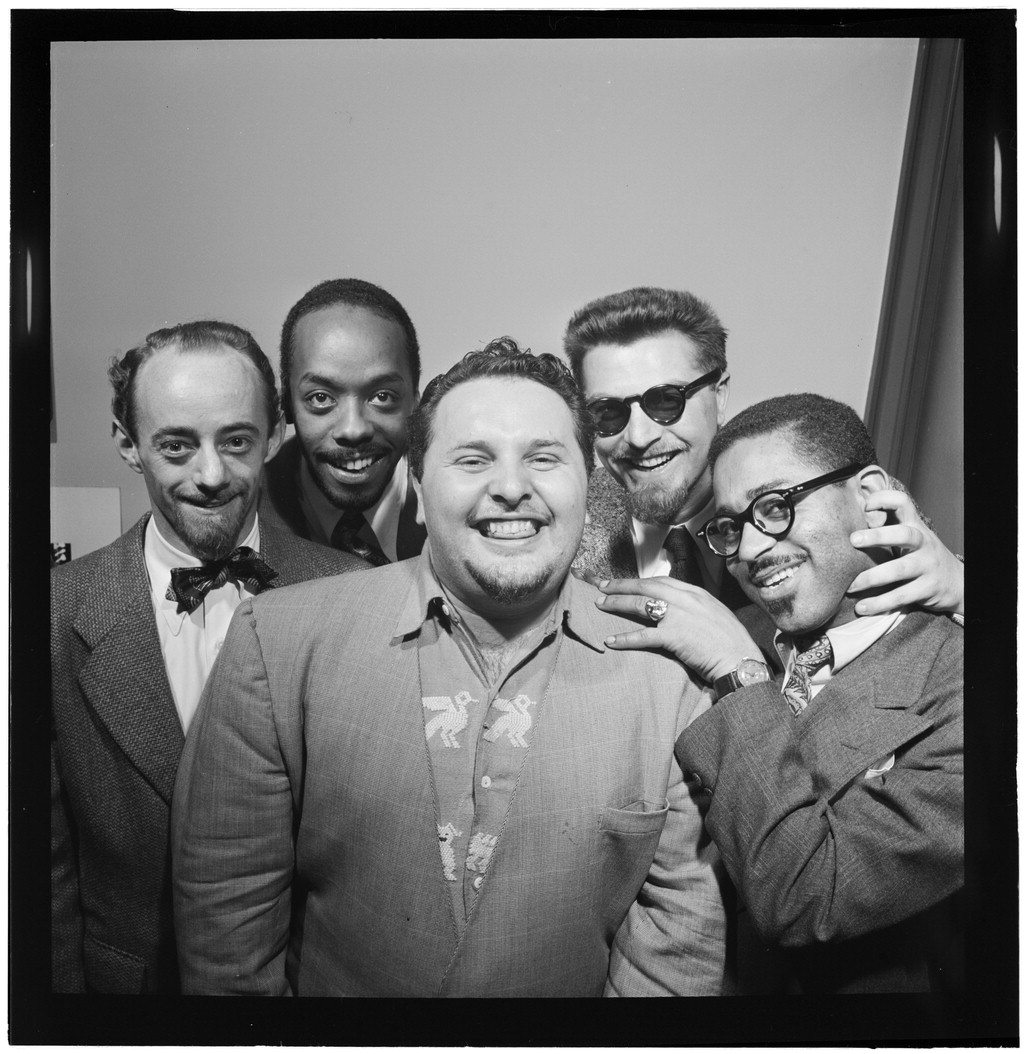
(Von links:) Dave Lambert, John Simmons, Chubby Jackson, George Handy und Dizzy Gillespie in William P. Gottliebs Büro, New York, ca. Jul 1947
Foto William P. Gottlieb.

Greig Steward „Chubby“ Jackson (* 25. Oktober 1918 in New York City, New York; † 1. Oktober 2003 in Rancho Bernardo, Kalifornien) war ein amerikanischer Jazzmusiker (Kontrabass, Komposition).

## Leben und Wirken
Jackson wuchs als Sohn von Eltern, die als Musiker im Vaudeville und am Broadway beschäftigt waren, in der Welt des Showbiz auf. Er begann im Alter von sechzehn Jahren als Klarinettist, wechselte aber bald zum  Kontrabass und trat ab 1939 mit den Bigbands von Raymond Scott, Jan Savitt und Henry Busse auf. Er tourte von 1941 bis 1943 mit Charlie Barnet und trat dann Woody Hermans erster Band bei. Er bildete die „Seele“ dieser Band und wurde mit seinem unverwüstlichen Humor und seinem Spielwitz einer der beliebtesten Musiker der Nachkriegsjahre. Er betätigte sich auch als Talentscout für die Band und trug mit Kompositionen wie „Northwest Passage“ zu ihrem Repertoire bei. Nach der Auflösung von Hermans First Herd spielte er 1947 mit Charlie Venturas Septett. Im selben Jahr unternahm er mit einer eigenen Band eine Skandinavientournee; das war die erste Bebop-Gruppe, die in Europa tourte.
Nach erneuter Zusammenarbeit mit Herman leitete Jackson 1948–49 eine eigene Bigband. Er spielte eigene Platten ein, an denen Musiker aus der Herd von Herman beteiligt waren und die ihn als einen der ersten Bassisten zeigen, der längere Soli spielte. „Seiner Neigung zum Experiment und zu Blödeleien verdanken wir originelle Aufnahmen mit Temposchwankungen oder Geräuschhintergründen, die damals sehr gewagt geklungen haben müssen.“ Er erfand einen fünfsaitigen Kontrabass, der nach seinen Vorgaben von der Kay Company hergestellt wurde. Er war maßgeblich daran beteiligt, Lennie Tristano nach New York zu bringen.
1951 trat Jackson wieder mit Ventura auf und gründete mit Bill Harris eine weitere Band. In den 1950er Jahren arbeitete er überwiegend als Studiomusiker und trat dann in mehreren Kinder-Fernsehshows auf (Little Rascals Show, 1959–61; Looney Tunes Show bzw. The Chubby Jackson Show 1962–63, für die er zudem wieder eine Big Band leitete). Nach seiner Übersiedelung nach Florida betätigte er sich in den 1970er-Jahren als JazzDisc-Jockey.
Er lebte danach in Chicago, Las Vegas und Los Angeles und setzte sich in San Diego zur Ruhe, trat aber noch gelegentlich mit Lionel Hampton (1978–79) und Woody Herman auf. In den letzten Jahrzehnten war er auch als Moderator eines Kabel-TV-Fernsehprogramms und an der Seite seines Sohnes Duffy Jackson zu erleben, der als Jazz-Schlagzeuger bekannt wurde.
2000 wurde Jackson in die Big Band and Jazz Hall of Fame aufgenommen.

## Diskographie
- Chubby Jackson All Star Big Band mit Gerry Mulligan, Tony Aless, Don Lamond, Howard McGhee, Charlie Kennedy, Al Porcino, Georgie Auld, Don Ferrara, J. J. Johnson, Zoot Sims, Kai Winding, 1950
- Chubby Jackson, 1951
- Chubby's Back, 1957
- I'm Entitled to You, 1957
- Chubby Takes Over mit Bob Brookmeyer, Sam Most, Marty Napoleon, Frank Rehak, Ernie Royal, Nick Travis, Don Lamond, Al Cohn, Danny Bank, Bill Elton, Joe Ferrante, Bernie Glow, Dick Hixson, Marky Markowitz, Sam Marowitz, Pete Mondello, Tom Mitchell Jr., 1958
- Jazz Then Till Now, 1958
- The Big Three, 1958
- Twist Calling, 1962
- Lucky 7 mit Nat Adderley, Arnett Cobb, Dolph Castellano, Duffy Jackson, Frank Rosolino, Vinnie Tanno, 1981
- Needing You, Wanting You, 1990
- Live at the Swiss Chalet mit Nat Adderley, Arnett Cobb, Pete Minger, Jay Corre, Duffy Jackson, Frank Rosolino, Vinnie Tanno, Danny Turner, (aufgenommen 1978), 1998